# Uusitaloia wrangeliana
Uusitaloia wrangeliana is een spinnensoort in de taxonomische indeling van de hangmatspinnen (Linyphiidae).
Het dier behoort tot het geslacht Uusitaloia. De wetenschappelijke naam van de soort werd voor het eerst geldig gepubliceerd in 2009 door Yuri M. Marusik & Koponen.